# Дзаккья, Лаудивьо
Лаудивьо Дзаккья (итал. Laudivio Zacchia; 1565, Веццано-Лигуре, Генуэзская республика — 30 августа 1637, Рим, Папская область) — итальянский куриальный кардинал и папский дипломат. Про-генеральный казначей Апостольской Палаты с 3 мая 1601 по 1 апреля 1605 и с 1 февраля 1624 по 1 марта 1625. Епископ Монтефьясконе и Корнето с 17 августа 1605 по 13 мая 1630. Апостольский нунций в Венеции с 12 мая 1621 по 16 декабря 1623. Магистр Папской Палаты и префект Апостольского дворца с 27 декабря 1624 по 9 января 1626. Префект Священной Конгрегации по делам епископов и монашествующих со 2 июля 1627 по 14 июня 1628. Кардинал-священник с 19 января 1626, с титулом церкви Сан-Систо с 9 февраля 1626 по 17 сентября 1629. Кардинал-священник с титулом церкви Сан-Пьетро-ин-Винколи с 14 июня 1629 по 30 августа 1637.